# Cayo Montañés
Cayo Montañés es una isla de Cuba en el océano Atlántico que pertenece administrativamente a la provincia de Camagüey y que se localiza en las coordenadas geográficas 21°55′58″N 77°34′56″O / 21.93278, -77.58222 cerca de la Boca Guajaba y la ensenada de Cordera, entre Cayo Guajaba (al sur) y Cayo Romano (más al norte). Se encuentra deshabitada.